# Gon (Tekken)
Gon je jedan od likova u serijalu videoigara Tekken. Prvi put se pojavio na platformi Super Nintendo Entertainment System, na videoigri Gon. To je platformska igra koja se oslanja na lozinke. Gon se kreće po različitim borilištima i ekosustavima. Gon je licencirani gostujući lik koji se pojavljuje u Tekkenu 3. On je lik kojeg treba otključati pobjedom u modu Tekken Ball ili postizanjem velike ocjene u modu Survival. On je jedan od dva skrivena lika zajedno s Doctorom Boskonovitchem. Gon je svoj nastup završio u Tekkenu 3 bez vraćanja u bilo koji drugi nastavak.

## Uvod
Gon je jedan od dva bonus lika u Tekkenu 3 zajedno s Doctorom Boskonovitchem. Gon je izmišljeni mali dinosaur, te nosi naslov klasične japanske mange koju je stvorio Masashi Tanaka. Gon je lik koji ne govori, te je u stalnom dodiru s prirodnim svijetom. Prikazan je bujno i realno. Gon se više nije pojavio ni u jednom Tekken nastavku.
Kreator Gona, Tanaka je izjavio: "Ovaj rad ne sadrži dijalog ili onomatopeju. Ljudi me uvijek pitaju zašto sam to učinio. Od samog početka, mislim da je to nepotrebno. Manga bi trebala biti bez gramatike. Također mislim da je čudno da životinje govore ljudski jezik. Gon treba izvući nešto zanimljivije od riječi. Manga još uvijek ima velik potencijal koji ne postoji u drugim medijima, te ja planiram nastaviti umijeće izražavanja na papiru".

## Vanjske poveznice
- Gon - Tekkenpedia  Arhivirana inačica izvorne stranice od 2. kolovoza 2012. (Wayback Machine)
- Gon - Tekken Wiki